# 2978 Roudebush
2978 Roudebush è un asteroide della fascia principale. Scoperto nel 1978, presenta un'orbita caratterizzata da un semiasse maggiore pari a 3,0987411 UA e da un'eccentricità di 0,1850342, inclinata di 1,23621° rispetto all'eclittica.
Il nome dell'asteroide è dedicato a Susan Roudebush.